# Joseph Teixeira de Mattos
 Joseph Teixeira de Mattos  (Amsterdam, 29 juli 1892 – Parijs, 22 juni 1971) was een Nederlands tekenaar en kunstschilder, een telg uit de joodse kunstenaarsfamilie Teixeira de Mattos.

## Biografie
Hij was de oudste van de twee zoons van Jacob Teixeira de Mattos en Abigael Lopes Cardozo. Hij noemde zichzelf autodidact, maar kreeg wel steun van kunstschilder en graficus Samuel Jessurun de Mesquita (1870-1944) en zijn neef, de beeldhouwer Joseph Mendes da Costa (1863-1939), beiden Portugees-joodse kunstenaars.

In 1923 trouwde hij met Susanna Charlotte Rodrigues van wie hij in 1929 scheidde. Gedurende dit huwelijk woonden zij eerst in Zandvoort en later in Den Haag.
In maart 1935 hertrouwde hij met de Deense Ellen Hansen en in 1938 verhuisde het paar naar Parijs, alwaar hij in 1971 ook overleed. Teixeira de Mattos ligt begraven op het Cimetière du Montparnasse.

## Werk
Joseph Teixeira de Mattos tekende aanvankelijk vele zelfportretten, ook zijn broertje en ouders werden diverse malen geportretteerd. Hij tekende ook vele stadsgezichten, maar zijn grote voorliefde ging uit naar het tekenen van dieren. Regelmatig bezocht hij daarom Artis om zijn modellen zo natuurgetrouw mogelijk te vereeuwigen.
In 1927 werd hij lid van de kunstenaarsvereniging De Brug en in 1934 ook van De Onafhankelijken en Arti et Amicitiae. Op deze manier kwam hij meer met collega's in contact en kon hij zijn werk ook beter naar buiten brengen.
Een groot deel van zijn werken behoort tot de vaste collectie van het Teylers Museum te Haarlem.